# Oxyd
Oxyd – seria komputerowych gier logiczno-zręcznościowych, wydana przez firmę Dongleware Verlags GmbH i przeznaczona na platformy Amiga, Atari ST, Macintosh, PC oraz NeXT.
Gra polega na znalezieniu par klocków, o taki samym kolorze lub, rzadziej, umieszczeniu kulki lub wszystkich kulek w przeznaczonym do tego miejscu. Na początku gry wszystkie klocki są zakryte; kolor danego klocka można zobaczyć dopiero po uderzeniu weń kulką. Poza klockami już dobranymi w pary, jednorazowo może być odsłonięty tylko jeden klocek. Jeśli kolejny odsłonięty klocek będzie miał ten sam kolor, to ta para zostaje zaliczona i pozostaje odkryta. Po drodze gracz napotka wiele pułapek. Plansz jest dużo i są zróżnicowane.
Gra doczekała się kilku wersji, m.in. Oxyd, per.Oxyd (nazywaną czasem: Oxyd 2), Oxyd Magnum, Oxyd Extra, a także kontynuacji w postaci wolnego oprogramowania dostępnego na różne platformy, pod nazwą Enigma.